# Stęszew (gemeente)
De gemeente Stęszew is een stad- en landgemeente in de Poolse woiwodschap Groot-Polen, in powiat Poznański.

## Oppervlakte gegevens
In 2002 bedroeg de totale oppervlakte van gemeente Stęszew 175,22 km², waarvan:
- agrarisch gebied: 71%
- bossen: 17%

De gemeente beslaat 9,22% van de totale oppervlakte van de powiat.

## Demografie
Stand op 30 juni 2004:
| Omschrijving                   | Totaal | Totaal | Vrouwen | Vrouwen | Mannen | Mannen |
| ------------------------------ | ------ | ------ | ------- | ------- | ------ | ------ |
| eenheid                        | aantal | %      | aantal  | %       | aantal | %      |
| inwoners                       | 13 745 | 100    | 6964    | 50,7    | 6781   | 49,3   |
| bevolkingsdichtheid (inw./km²) | 78,4   | 78,4   | 39,7    | 39,7    | 38,7   | 38,7   |

In 2002 bedroeg het gemiddelde inkomen per inwoner 1383,94 zł.

## Aangrenzende gemeenten
Buk, Czempiń, Dopiewo, Granowo, Kamieniec, Komorniki, Kościan, Mosina

## Plaatsen
stad Stęszew, sołectwo Dębno (Dębno en Dębienko), sołectwo Wielka Wieś (Wielka Wieś en Krąplewo), sołectwo Trzebaw, sołectwo Witobel, sołectwo Zamysłowo, sołectwo Mirosławki, sołectwo Tomice, sołectwo Tomiczki, sołectwo Skrzynki, sołectwo Jeziorki, sołectwo Słupia, sołectwo Piekary, sołectwo Sapowice (Sapowice, Rybojedzko), sołectwo Strykowo, sołectwo Modrze, sołectwo Wronczyn (Wronczyn en Zaparcin), sołectwo Łódź, sołectwo Drożdżyce, sołectwo Srocko Małe.
Overige plaatsen: Antoninek, Będlewo, Dębina, Drogosławiec, Górka, Smętówko, Strykówko, Twardowo, Wronczyn-Huby